# Амихай, Иехуда
Иехуда́ Амиха́й (ивр. יהודה עמיחי‎; при рождении Людвиг Пфойфер, нем. Ludwig Pfeuffer; 3 мая 1924, Вюрцбург, Германия — 22 сентября 2000, Иерусалим, Израиль) — израильский поэт, переводчик.

## Биография
В 1936 году вместе с родителями поселился в Палестине. В 1945 году участвовал в военных действиях Второй мировой войны (в Италии) в составе Еврейской бригады британской армии. В 1948—1949 годах воевал в израильской армии в ходе израильской Войны за независимость. По окончании военных действий поступил в Еврейский университет в Иерусалиме, где изучал еврейскую литературу и библеистику.
Опубликовал первую книгу стихов в 1955 году. Мировая известность Амихая началась в 1965 году с восторженного отзыва о нём Теда Хьюза. В Великобритании Амихай издавался в переводе Аси Вевилл, второй жены Хьюза. Русские переводы поэзии Амихая публиковали в частности, Александр Бараш, Андрей Графов, Савелий Гринберг, Игорь Бяльский, Яков Козловский. С именем Амихая связывают произошедший в поэзии на иврите перелом 1950—1960-х годов, заключавшийся в переориентации с русской поэтической традиции на англо-американскую.
На иврит Амихай перевел произведения немецких писателей-антифашистов: «Наместник» (пьеса Рольфа Хоххута, 1964), сборник стихов Эльзы Ласкер-Шюлер (1964), а также сборник повестей Германа Гессе «Обеты» (1977).
Член Американской академии искусств и наук (1991) и Немецкой академии языка и поэзии (1993).

## Переводы
- «Бог милосерден к маленьким детям» Избранные стихотворения / Йегуда Амихай; иврит-русский; в переводах Александра Воловика — Тель-Авив : Издательство Шокен, 1991[6].
- «Помнить — это разновидность надежды…» Избранные стихотворения / Йегуда Амихай ; Перевод с иврита, составление, предисловие и комментарии Александра Бараша. — Москва : Книжники, 2019.
- «Сейчас и в другие дни: Йегуда Амихай» Перевод с иврита Александра Бараша. — Москва : Кабинетный ученый, 2021.
- «Точность боли и размытость счастья. Йегуда Амихай» Перевод с иврита, составление и комментарии — Александр Бараш — Издательство книжного магазина Бабель, Тель-Авив 2023[7].
- Поэзия Иехуды Амихая в переводах Андрея Графова:
  - альманах «Диалог» (№ 3-4; 2001/2002 гг.)
  - «Дружба народов» (№ 5; 1996 г.)
  - «Иностранная литература» (№ 6; 1997 г.)[8]
  - «Истина и жизнь» (№ 11; 1998 г.)
  - «Комментарии» (№ 18; 2000 г.)
  - «Арион» (№ 3; 2004 г.)[9]
  - «Иерусалимский журнал» (№ 23; 2006 г.)[10]
  - «Лехаим» (№ 2; 2008 г.)[11]
  - «Особняк» (№ 8; 2017 г.)[12]